# 第二次武裝中立聯盟
第二次武裝中立聯盟（Second League of Armed Neutrality）或稱北方聯盟（League of the North）是由北歐弱小海軍力量，包括丹麥、普魯士、瑞典和俄國，所組成的聯盟。是次中立聯盟在第二次反法同盟戰爭期間，於1800、1801年間出現，由沙皇保羅一世所倡議。這是第一次武裝中立聯盟的復活，因為第一次聯盟在美國獨立戰爭期間發揮了頗成功的效果，成功孤立英國，並阻止了任何試圖騷擾盟國船運的行動。然而，第二次聯盟比第一次聯盟卻顯得較為遜色。
第二次聯盟原意為保護中立國船運，免受英國海軍的戰時政策，無限制攔截運往法國的禁運品，以阻止任何對法國的軍備支援或貿易。英國政府並未有欣賞俄國的善意，反而認為聯盟是公然與法國勾結，並進攻了丹麥，在哥本哈根海戰中摧毀其大部份艦隊，逼使丹麥退出聯盟。1801年3月，保羅一世駕崩，繼位的亞歷山大一世改變了俄羅斯的政策，導致聯盟的崩解。俄國稍後加入了與英國的聯盟，並對抗以拿破崙為首的法國。

## 下一次聯盟
第三次武裝中立聯盟的提議於1860年代再度出現，並試圖包括英國及法國在聯盟內。當時正值美國內戰，加上發生了特倫特號事件（Trent Incident），一艘英國艦隻被美國聯邦海軍截停，並有兩名邦聯的外交官被押走。最終沒有國家願意組成第三次聯盟，但各國保留了海洋航行自由，並維持中立。